# Douglas Csima
Douglas Csima (født 21. november 1985 i Mississauga, Canada) er en canadisk tidligere roer.
Csima vandt en sølvmedalje ved OL 2012 i London, som del af den canadiske otter. Resten af besætningen bestod af Gabriel Bergen, Robert Gibson, Conlin McCabe, Malcolm Howard, Andrew Byrnes, Jeremiah Brown, Will Crothers og styrmand Brian Price. Der deltog i alt otte både i konkurrencen, hvor Tyskland vandt guld, mens Storbritannien tog bronzemedaljerne.
Csima vandt desuden både en VM-sølv- og bronzemedalje i otter.

## OL-medaljer
- 2012:  Sølv i otter